# The Sky Above the Mud Below
The Sky Above the Mud Below es el último álbum de estudio de la banda neozelandesa Tall Dwarfs, lanzado en 2002 por Flying Nun Records. Incluye un EP de International Tall Dwarfs llamado The Weidenhaüsen Impediment, pero no está claro si este también se publicó por separado. Amigos de la banda grabaron sonidos para este EP, los cuales se convirtieron canciones de Bathgate y Knox (de manera similar a Stumpy). The Sky Above the Mud Below, de acuerdo a Allmusic, es el álbum más reciente de Tall Dwarfs.
El arte del álbum es de Chris Knox y muestra la Sra Nancy Pomeroy en su cocina en Invercargill. En su juventud, Chris, quien vivía en la calle siguiente, visitaba frecuentemente a los Pomeroys. La pintura destaca la decoración típica de la clase media baja  de Invercargill en la década de 1960.

## Lista de canciones[5]
The Sky Above the Mud Below
1. "Meet the Beatle"
2. "Beached Boy"
3. "Deodorant"
4. "Michael Hillbilly"
5. "Room to Breathe"
6. "Right at Home"
7. "Time to Wait"
8. "Melancholy"
9. "We are the Chosen Few"
10. "Baby it's Over"
11. "Cascade"
12. "The Beautiful Invader"
13. "Big Brain of the World"
14. "You Want me Shimmy"
15. "How the West was Won"
16. "OK Forever"
17. "Your Unmade Eye"

The Weidenhaüsen Impediment
1. "Seduced by Rock n Roll"
2. "Amniotic Love"
3. "Carsick"
4. "Wax"
5. "Open Wide your Pretty Mouths"
6. "Possum Born"
7. "Over the Waves"
8. "The Runout Groove"